# 深海善次
深海 善次（ふかみ ぜんじ、1904年10月 - 1997年）は、昭和時代日本の作曲家。新潟県出身。

## 来歴
1904年（明治37年）10月、新潟県に生まれる。1924年（大正13年）6月に海軍へ入隊、横須賀鎮守府海兵団軍楽隊へ配属されブラス奏法を修学、首席で卒業した。その後、軍楽隊東京派遣所へ出向し海軍省委託生として東京音楽学校でコントラバス、ピアノ、音楽理論を学び首席で修了する。軍楽隊在籍中は「日本海々戦の想ひ出」「海軍記念日の歌」「精鋭なる我が海軍」他多数の軍歌を作曲・編曲し、1936年（昭和11年）に除隊。
東京音楽学校嘱託を経て1937年（昭和12年）にビクターレコード専属作曲家となり「還らぬ戦友」、描写曲「神風」などを手掛ける。戦後は横浜市に居住し、深海音楽教室を主宰した。
1997年（平成9年）没。享年94。

## 著作
- 『トランペット・コルネット教則本』（楽苑社、1944年） NCID BA69838565
- 『トランペット教本 コルネット アルト バリトン共用』（音楽之友社、1954年） NCID BA8653629X
- 『吹奏楽法』（音楽之友社、1957年） NCID BN11213111 - 1964年新訂

### 作曲
軍歌
- 軍旗輝く（作詞：児玉花外、1937年）
- 出征歓送の歌（作詞：佐伯孝夫、1937年）
- 海よ高鳴れ（作詞：水島洋、1937年）
- 暁の凱歌（作詞：勝承夫、1938年）
- 御旗の下に我征かん（作詞：松島慶三、1939年）
- シンガポール陥落の歌（作詞：尾崎喜八、1942年）
- 海軍魂（作詞：北原白秋、1943年）

国民歌謡
- 降魔の利剣（作詞：土井晩翠、1938年） - 第31集。
- 肇国景仰の歌（作詞：土岐善麿、1940年） - 第58集。
- 日本婦人の歌（作詞：相馬御風、1940年） - 第69集。

その他
- イーグルス応援歌（作詞：佐伯孝夫） - 職業野球チーム・イーグルスの球団歌。
- 茨城県民体操（1949年）[3]